# Непрерывное моделирование
Непрерывное моделирование — создание компьютерной модели физической системы, которая непрерывно отслеживает реакцию системы в соответствии с набором уравнений, включающих дифференциальные уравнения. Непрерывное моделирование применяется в исследованиях ракетных траекторий, моделировании электрических цепей, робототехнике и т. д.
Основанное в 1952 году, Международное общество моделирования и симуляции является некоммерческой организацией, занимающейся продвижением использования моделирования и симуляции для решения реальных проблем. Их первая публикация убедительно показала, что военно-морской флот тратит слишком много средств на неубедительные летные испытания ракет, в то время как аналоговый компьютер может предоставить лучшую информацию посредством моделирования полетов. С тех пор непрерывное моделирование стало незаменимым в государственных и частных компаниях со сложными системами. Без него ни один лунный запуск «Аполлона» был бы невозможен.

## Непрерывное и дискретное моделирование

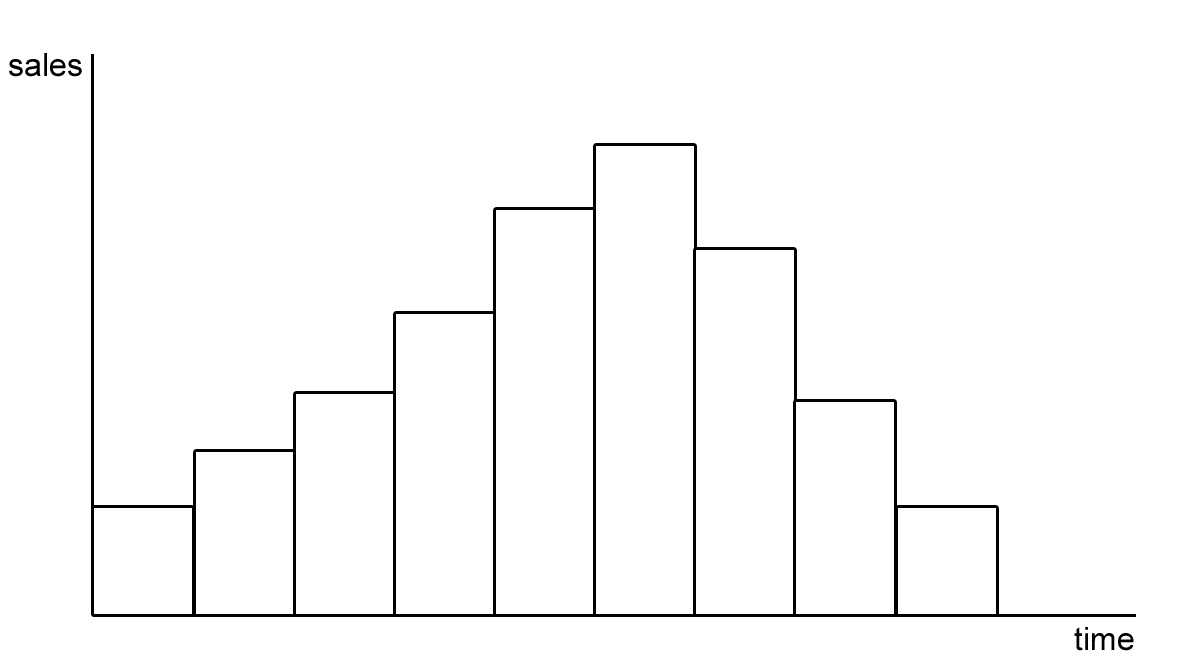
Дискретно-событийное моделирование

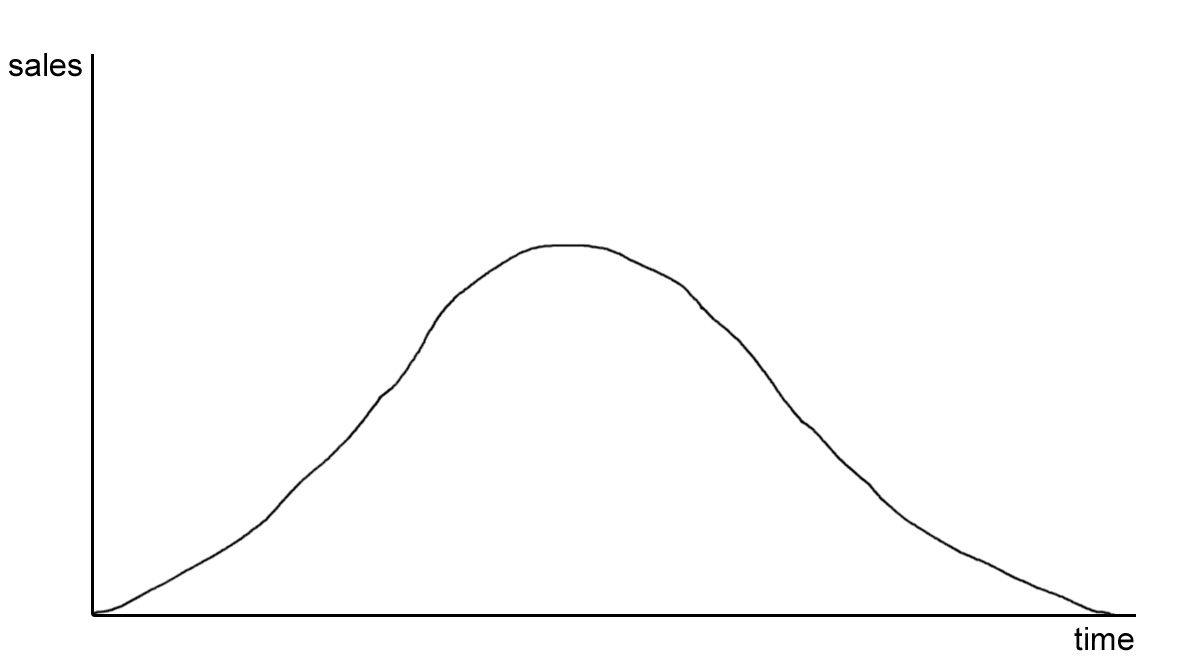
Непрерывное моделирование

Непрерывное моделирование должно быть четко дифференцировано от дискретно-событийного моделирования, так как последнее опирается на счетные явления, такие как число индивидов в группе, число брошенных дротиков или число узлов в ориентированном графе. Дискретное моделирование событий создает систему, которая изменяет свое поведение только в ответ на определённые события и обычно моделирует изменения в системе, возникающие в результате конечного числа событий, распределенных во времени. Непрерывное моделирование применяет непрерывную функцию с использованием действительных чисел для представления непрерывно изменяющейся системы. Например, Второй закон Ньютона, F = ma, является непрерывным уравнением. Значение F (сила) может быть точно рассчитано для любых действительных числовых значений m (масса) и a (ускорение).
Дискретно-событийное моделирование может быть применено для представления непрерывных явлений, но даёт неточные результаты. Непрерывное моделирование также возможно использовать для представления дискретных явлений, но в некоторых случаях оно даёт невозможные результаты. Например, использование непрерывного моделирования для моделирования популяции животных может привести к невозможному результату 1/3 животного. В случае продажи определённого продукта с течением времени для использования дискретно-событийного моделирования необходимо конкретное событие, которое изменяет количество продаж в настоящий момент. В отличие от этого, непрерывное моделирование использует плавное и устойчивое развитие по количеству продаж. Стоит отметить, что число продаж принципиально счетно и поэтому дискретно. Непрерывное моделирование продаж подразумевает возможность частичных продаж, например 1/3 от продажи. По этой причине оно не отображает реальную ситуацию, но тем не менее может давать полезные предсказания, соответствующие предсказаниям дискретного моделирования для целых чисел продаж.

## Концептуальная модель
Непрерывное моделирование основано на наборе дифференциальных уравнений. Эти уравнения определяют особенности переменных состояния, так сказать, факторов внешней среды системы. Эти параметры системы непрерывно изменяются и, таким образом, изменяют состояние всей системы. Набор дифференциальных уравнений может быть сформулирован в виде концептуальной модели, представляющей систему на абстрактном уровне. Для разработки концептуальной модели возможны 2 подхода:
- Дедуктивный: поведение системы возникает благодаря действию законов природы
- Индуктивный: поведение системы возникает из наблюдаемого поведения объекта[5]

Широко известным примером концептуальной модели непрерывного моделирования является «модель хищник/жертва».

### Модель «хищник/жертва»

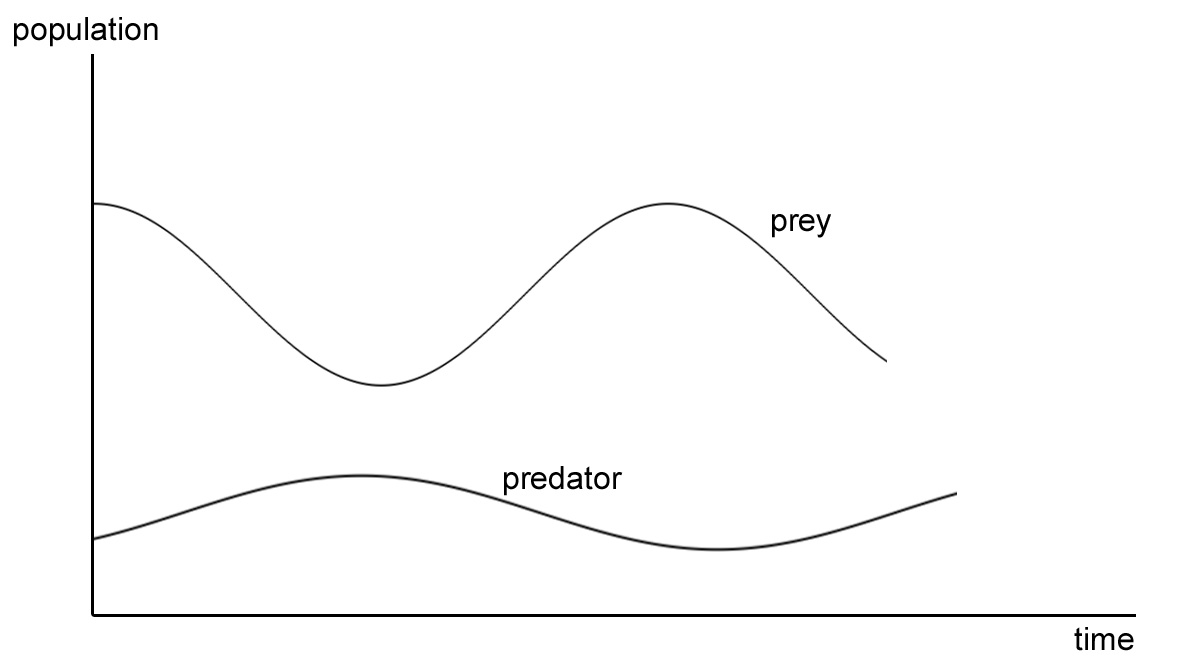
Модель хищник/жертва

Эта модель характерна для выявления динамики популяций. Пока популяция добычи растет, популяция хищников также растет, так как у них есть достаточно пищи. Но очень скоро популяция хищников становится слишком большой, и охота превышает размножение добычи. Это приводит к уменьшению популяции добычи и, как следствие, к уменьшению популяции хищников, так как у них не хватает пищи, чтобы прокормить себя. Моделирование любой популяции включает в себя подсчет членов популяции и поэтому по своей сути является дискретным моделированием. Однако моделирование дискретных явлений с помощью непрерывных уравнений часто дает полезную информацию. Непрерывное моделирование динамики популяции представляет собой аппроксимацию, эффективно подгоняющую кривую к конечному набору измерений/точек.

## Математическая теория
При непрерывном моделировании реакция физической системы во времени моделируется с помощью обыкновенных дифференциальных уравнений (ОДУ), встроенных в концептуальную модель. Временная реакция физической системы зависит от её начального состояния. Задача решения ОДУ для заданного начального состояния называется задачей начального значения. В очень немногих случаях эти ОДУ могут быть решены простым аналитическим способом. Чаще встречаются задачи, не имеющие аналитического решения. В этих случаях приходится использовать процедуры численной аппроксимации.
Двумя хорошо известными способами решения задач начального состояния являются Метод Рунге — Кутты и Метод Адамса.
При выборе численного метода необходимо учитывать следующие его свойства:
- устойчивость метода
- жесткость метода
- разрывность метода
- замечания, содержащиеся в методе и доступные пользователю[8]

С помощью ОДУ и других численных операторов непрерывное моделирование может быть использовано для моделирования многих физических явлений в разных сферах, таких как:
- динамика полёта
- робототехника
- автомобильные подвески
- гидравлика
- электроэнергия
- электродвигатели
- дыхание человека
- таяние полярных ледяных шапок
- паровые электростанции

Практически нет предела физическим явлениям, которые могут быть смоделированы системой ОДУ. Однако некоторые системы не могут иметь все производные, указанные явно из известных входных данных и других выходных данных ОДУ. Эти производные члены неявно определяются другими системными ограничениями, такими как закон Кирхгофа о том, что поток заряда в переход должен равняться потоку из него. Для решения этих неявных систем необходимо использовать сходящуюся итерационную схему, такую, как метод Ньютона-Рафсона.

## Программное обеспечение моделирования
Для ускорения создания непрерывных симуляций можно использовать пакеты графического программирования, такие как VisSim или Simcad Pro. Они предоставляют опции для метода интеграции, размера шага, метода оптимизации, неизвестных и функции затрат. Такое графическое программное обеспечение для моделирования может быть запущено в режиме реального времени и использовано в качестве учебного пособия для менеджеров и операторов.
Современные приложения для непрерывного моделирования используются в:
- игровых приставках Wii
- коммерческих авиационных симуляторах
- автопилотах реактивных самолётов[10]
- передовых инструментах инженерного проектирования[11]

Большая часть современных технологий, которыми мы пользуемся сегодня, была бы невозможна без непрерывного моделирования.